# Линтиля, Мика
Мика Тапани Линтиля (фин. Mika Tapani Lintilä; род. 15 апреля 1966, Тохолампи) — финский политический и государственный деятель.  Член партии «Финляндский центр». Депутат эдускунты (парламента) с 24 марта 1999 года от избирательного округа Вааса. В прошлом — министр экономического развития Финляндии (2016—2023).

## Биография
Родился 15 апреля 1966 года в Тохолампи. В 1986 году окончил школу. В 1992 году окончил коммерческое училище. В 2010 году окончил Университет Тампере со степенью бакалавра, изучал административное управление.
На парламентских выборах 21 марта 1999 года избран депутатом эдускунты.
В 1997—2000 гг. был председателем городского совета Тохолампи. В 1997—2000 гг. был председателем областного совета Центральной Остроботнии. С 2001 года — член городского совета Тохолампи. На муниципальных выборах 28 октября 2012 года набрал 135 голосов и переизбран в городской совет Тохолампи. В 2001—2005 гг. был председателем правительства Центральной Остроботнии.
29 декабря 2016 года Мика Линтиля сменил Олли Рена на посту министра экономического развития в кабинете Сипиля. 6 июня 2019 года получил портфель министра финансов в кабинете Ринне. 10 декабря 2019 года получил портфель министра экономического развития в кабинете Марин, сформированном 10 декабря 2019 года. 20 июня 2023 года правительство Марин ушло в отставку.